# Sommer-Paralympics 2024/Teilnehmer (Libanon)
| stlisierte Goldmedaille | stlisierte Silbermedaille | stlisierte Bronzemedaille |
| ----------------------- | ------------------------- | ------------------------- |
| —                       | —                         | —                         |

Libanon entsandte einen Athleten zu den Paralympischen Sommerspielen 2024 in Paris. Als Fahnenträger bei der Eröffnungsfeier wurde Arz Zahreddine ausgewählt.

## Teilnehmer nach Sportart

### Leichtathletik
| Athleten       | Klassifizierung | Wettbewerb(e) | Zeit/Weite | Rang |
| -------------- | --------------- | ------------- | ---------- | ---- |
| Männer         |                 |               |            |      |
| Arz Zahreddine | T64             | 100 m Vorlauf | 12,30 sek  | 17   |